# Elezioni parlamentari in Lettonia del 1940
Le elezioni parlamentari in Lettonia del 1940 si tennero il 14 e 15 luglio per l'elezione del Parlamento del popolo; svoltesi contestualmente alle elezioni in Estonia e in Lituania, furono indette dopo l'occupazione sovietica dei tre paesi.

## Procedure elettive
Il Partito Comunista di Lettonia venne legalizzato e ribattezzato "Blocco del popolo operaio" (Darba ļaužu bloks). Fu l'unico partito autorizzato a partecipare alle elezioni, causando la soppressione di un ballottaggio che intendeva includere il Blocco Democratico (Demokrātiskais bloks, un'alleanza di tutti i partiti lettoni, ora vietati tranne il Partito socialdemocratico dei lavoratori), e le principali figure del blocco vennero arrestate e deportate (tra loro Atis Ķeniņš, Pēteris Berģis e Jānis Bankavs) o fucilate (Hugo Celmiņš) poco dopo, mentre alcuni (Voldemars Zāmuēls, Jānis Breikšs) riuscirono a sfuggire alla repressione fuggendo dal paese.
Insieme ai suoi parlamenti fratelli in Estonia (Riigivolikogu) e Lituania (Liaudies Seimas), il neoeletto Parlamento popolare (Tautas Saeima) si riunì il 21 luglio 1940 per dichiarare la Lettonia una repubblica sovietica e chiese l'ammissione nell'Unione Sovietica lo stesso giorno. La richiesta venne approvata dal governo sovietico il 5 agosto.
Fonti sovietiche sostenevano che il popolo lettone realizzasse una rivoluzione socialista, e il "Parlamento popolare" fosse un'istituzione democratica del popolo lettone che alla fine votò per aderire all'Unione Sovietica. Tuttavia, fonti baltiche e occidentali sostengono che l'elezione fosse solo un tentativo di dare una motivo legale ad un'occupazione sovietica. La questione è ancora oggetto di discussione a livello storiografico.

## Risultati
| Liste                         | Voti      | %     | Seggi |
| ----------------------------- | --------- | ----- | ----- |
| Partito Comunista di Lettonia | 1 155 807 | 97,84 | 100   |
| Contro                        | 25 516    | 2,16  | –     |
| Totale                        | 1 181 323 | 100   | 100   |
| Elettori                      | 1 246 216 |       |       |